# Jasrouxita
La jasrouxita és un mineral de la classe dels sulfurs. Rep el seu nom de la localitat francesa de Jas Roux, on va ser descoberta, és a dir, la seva localitat tipus.

## Característiques
La jasrouxita és una sulfosal de fórmula química Ag16Pb₄(Sb24As16)S72. Cristal·litza en el sistema triclínic. Es troba en forma de grans anèdrics de fins a diversos mil·límetres de grandària, així com en forma d'agregats de grans de més de 10 mm de diàmetre. L'exemplar que va servir per a determinar l'espècie, el que es coneix com a material tipus, es troba conservat al Departament d'Enginyeria de Materials i Física de la Universitat de Salzburg, a Àustria, amb el nombre de mostra 15006.

## Formació i jaciments
Es troba en les primeres etapes amb contingut de plom del període de mineralització dels elements tal·li, arsènic i antimoni. Va ser descoberta a la localitat de Jas Roux, a La Chapelle-en-Valgaudemar, als Alts Alps (Provença – Alps – Costa Blava, França), on sol trobar-se associada a altres minerals com: estibnita, smithita, realgar i boscardinita.